# Trinidad Orisha
Trinidad Orisha, também conhecido como Xangô, é uma religião sincrética de Trindade e Tobago. É de origem caribenha, originária da África Ocidental (religião iorubá). Trinidad Orisha incorpora elementos dos Batistas Espirituais. A proximidade entre os trinidad orishas com os batistas espirituais levou ao uso do termo "Batistas de Xangô" para se referir aos membros de uma ou de ambas as religiões. O antropólogo James Houk descreveu a religião Trinidad Orisha como um "complexo religioso afro-americano", incorporando elementos da religião tradicional iorubá e elementos do Cristianismo (Catolicismo e Protestantismo), Hinduísmo, Islamismo (especialmente o Sufismo), Budismo, Judaísmo, Bahá'í e Cabala.

## Música ritual
A prática da Trinidad Orisha envolve canto de chamada e resposta acompanhada por um trio de tambores. Os tambores são cilintros bi-tensoriais de duas cabeças derivados dos tambores bembe iorubá (semelhantes aos tambores cubanos lyesá). O tambor com o tom mais baixo é chamado de bo ou congo. O tambor principal é chamado de tambor central, tambor grande ou bembe. O tambor menor, com o tom mais alto, é chamado de umele. Os dois primeiros tambores são tocados com uma combinação de uma única vara e uma mão, enquanto o umele é tocado com um par de baquetas. Todos os gravetos são curvados na extremidade e lembram o cajado ou cajado de um pastor. O idioma das canções foi referido como Trinidad yoruba  e é derivado do idioma iorubá.